# Kilby MacDonald
James Allan „Kilby“ MacDonald (* 6. September 1914 in Ottawa, Ontario; † 11. Mai 1986 in Seminole, Florida) war ein kanadischer Eishockeyspieler. Der linke Flügelstürmer bestritt zwischen 1939 und 1945 unter anderem 167 Partien für die New York Rangers in der National Hockey League, wobei er mit dem Team 1940 den Stanley Cup gewann und im gleichen Jahr mit der Calder Trophy als bester Rookie der Liga ausgezeichnet wurde.

## Karriere
Kilby MacDonald wurde in Ottawa geboren und spielte dort von 1930 bis 1933 für die Ottawa Montagnards. Im Alter von 20 Jahren zog er auf der Suche nach Arbeit nach Kirkland Lake, wo er fortan als Bergmann tätig war und parallel dazu für die Kirkland Lake Blue Devils sowie die Noranda Copper Kings in der Gold Belt Hockey League (GBHL) auflief. Zu dieser Zeit wurde er von Bill Brydge entdeckt, der zuvor ebenfalls in der NHL aktiv gewesen war und nun als Scout für die New York Rangers arbeitete, sodass die Rangers MacDonald in der Folge unter Vertrag nahmen. Vorerst spielte der Angreifer jedoch drei Jahre in Minor Leagues, für die New York Rovers in der Eastern Amateur Hockey League (EAHL) sowie für die Philadelphia Ramblers in der International-American Hockey League (IAHL), die als Farmteam der Rangers fungierten. Dabei wurde der Kanadier je einmal ins First All-Star Team der jeweiligen Liga gewählt.
Zur Saison 1939/40 gelang MacDonald der Sprung ins Aufgebot der Rangers, wobei seine erste Saison in der National Hockey League (NHL) zugleich seine erfolgreichste sein sollte. Der Angreifer erzielte in der regulären Saison 28 Scorerpunkte in 45 Spielen und wurde in der Folge mit der Calder Trophy als bester Rookie der Liga geehrt. In den anschließenden Playoffs 1940 gewann er außerdem den Stanley Cup mit den Rangers. Im Folgejahr ließen seine Leistungen bereits deutlich nach, sodass er zur Spielzeit 1941/42 zurück in die mittlerweile umbenannte American Hockey League (AHL) geschickt wurde und dort für die Hershey Bears und die Buffalo Bisons aktiv war. Anschließend wurde er aufgrund des andauernden Zweiten Weltkrieges in die Canadian Army eingezogen und in Montreal stationiert, wo er jedoch in einer regionalen Liga weiterhin auf dem Eis stand.
Mitte der Saison 1943/44 kehrte MacDonald nach New York zurück und verbrachte knapp eineinhalb weitere NHL-Spielzeiten bei den Rangers. Seine Karriere ließ er schließlich in der Spielzeit 1945/46 bei den Hull Volants in Québec ausklingen. Insgesamt hatte er 167 NHL-Spiele absolviert und dabei 73 Scorerpunkte erzielt.
Nach seiner aktiven Laufbahn war MacDonald für die Labatt Brewing Company tätig, bevor er sich in Florida niederließ und dort in Seminole am 11. Mai 1986 im Alter von 71 Jahren verstarb.

## Erfolge und Auszeichnungen
- 1937 EAHL First All-Star Team
- 1939 IAHL First All-Star Team
- 1940 Stanley-Cup-Gewinn mit den New York Rangers
- 1940 Calder Trophy

## Karrierestatistik
(Legende zur Spielerstatistik: Sp oder GP = absolvierte Spiele; T oder G = erzielte Tore; V oder A = erzielte Assists; Pkt oder Pts = erzielte Scorerpunkte; SM oder PIM = erhaltene Strafminuten; +/− = Plus/Minus-Bilanz; PP = erzielte Überzahltore; SH = erzielte Unterzahltore; GW = erzielte Siegtore; 1 Play-downs/Relegation; Kursiv: Statistik nicht vollständig)